# Chief Bender
Charles Albert Bender (Condado de Crow Wing, Minnesota, 5 de mayo de 1884-Filadelfia, Pensilvania, 22 de mayo de 1954), más conocido como Chief Bender, fue un jugador profesional estadounidense de béisbol que se desempeñó en la posición de lanzador en las Grandes Ligas de Béisbol (MLB). Es miembro del Salón de la Fama del Béisbol.

## Carrera
Bender jugó como profesional doce temporadas en Philadelphia Athletics (1903-1914), después pasó a Baltimore Terrapins (1915), luego a Philadelphia Phillies (1916-1917), posteriormente se unió a Chicago White Sox, donde jugó una temporada (1925), y fue el equipo en el que se retiró.

## Reconocimiento
En 1953, ingresó como miembro al Salón de la Fama del Béisbol.